# 札幌市立新川中学校
札幌市立新川中学校（さっぽろしりつ しんかわちゅうがっこう）は、札幌市北区新川4条3丁目に所在する公立中学校。
生徒数は334名、学級数は11クラス（2022年度）である。道路を挟んだ向かいには新川中央小学校（1972年開校）がある。
校舎は4階建てで、3・4階の北半分が屋内体育館となっている。この校舎構造は、新川中学校と同じ1970年代後半に札幌市内において開校された小学校・中学校にも多く見られる。

## 教育目標
見上げる心を持った人間をめざして

## 主な行事
- 4月 - 入学式、始業式
- 5月 - 家庭訪問、修学旅行（3年生）
- 6月 - 宿泊学習（2年生）
- 7月 - 球技大会
- 10月 - 合唱コンクール
- 3月 - 卒業式、修了式

## 著名な出身者
- 上杉周大（THE TON-UP MOTORS、歌手）
- 長谷川雄一（THE TON-UP MOTORS、ミュージシャン）
- 兼近大樹（お笑い芸人、EXIT）
- 東藤なな子（女子バスケットボール選手、トヨタ紡織サンシャインラビッツ）

## アクセス
JR札沼線 新川駅より徒歩約3分